# Грін Лаверз (футбольний клуб)
Футбольний клуб «Грін Лаверз» або просто «Грін Лаверз» (англ. Green Lovers Football Club) — професіональний ботсванський футбольний клуб з міста Серове.

## Історія
Футбольний клуб «Грін Лаверз» був створений в 1982 році у селищі Серове. Проте, клуб отримав професійний статус від Футбольної асоціації Ботсвни лише в 2007 році. Лаверз виступав у нижніх дивізіонах протягом декількох сезонів, перш ніж, нарешті, не перемогли у центральній групі Другого дивізіону чемпіонату Ботсвани в сезоні 2011/12 років. Потім команда перемогла в плей-оф та вийшла до північної зони Першого дивізіону національного чемпіонату.
Їх виступи у північній групі Першого дивізіону чемпіонату Ботсвани тривали лише протягом трьох сезонів, так як вони посіли друге місце в ході кампанії 2014/15 років, і кваліфікувалися для участі у біМобайл Прем'єр-лізі Ботсвани завдяки перемозі в плей-оф. Клуб з Серове за сумою двох матчів з рахунком 3:2 переміг більш іменитий Могадітшане Файтерз, і завдяки цій перемозі отримав шанс вперше у своїй історії виступити у біМобайл Прем'єр-лізі Ботсвани. Зелені морпіхи перемогли чотириразового переможця Прем'єр-ліги у першому матчі на виїзді з рахунком 1:0, а вже в другому, домашньому, матчі зіграли в нічию з рахунком 2:2.
З 2007 року Лаверз мають молодіжний склад, більшість грвців з якого потрапили до основного складу клубу. Головним тренером та президентом клубу є Онзузітсе Куцвеле.
Напередодні початку сезону 2015/16 років перед клубом стояло завдання закріпитися у Прем'єр-лізі. З первинними труднощами це завдання було виконано. У своєму дебютному сезоні у найвищому футбольному дивізіоні команда посіла 13-те місце, випередивши на 3 очки свого найближчого конкурента — Мотлакасе Павер Динамос.

## Досягнення
- Перший дивізіон чемпіонату Ботсвани з футболу (північна зона)
  -  Срібний призер (1): 2014/15

- Другий дивізіон чемпіонату Ботсвани з футболу (центральна зона)
  -  Чемпіон (1): 2011/12